# アブハジア社会主義ソビエト共和国

アブハジア社会主義ソビエト共和国
Социалисттә Советтә Республика Аҧсны (アブハズ語)
საბჭოთა სოციალისტური რესპუბლიკა აფხაზეთი (ジョージア語) 
Социалистическая Советская Республика Абхазия (ロシア語)

国の標語: Пролетарии всех стран, соединяйтесь!（ロシア語）
万国の労働者よ、団結せよ！国歌: Интернационал（ロシア語）
インターナショナル

アブバジア社会主義ソビエト共和国の位置（1921年）

アブハジア社会主義ソビエト共和国（アブハジアしゃかいしゅぎソビエトきょうわこく、ロシア語: Социалистическая Советская Республика Абхазия, ロシア語ラテン翻字: Sotsialisticheskaya Sovetskaya Respublika Abkhaziya）、略称でアブハジア共和国（アブハジアきょうわこく）は、アブハジアに1921年3月31日から1931年2月19日まで存在した社会主義政権である。
1921年5月21日から同年12月16日までは独立国家であり、この後はグルジア共和国の一部となった。アブハジア共和国は1925年憲法の意思と目標が明示されていたにもかかわらず、ソビエト連邦内で共和国のような主要国級の地位にされたことがない。これにはグルジア共和国との"契約上の共和国"としての特別な状態が関係している。アブハジアの地位を決める条約に従えばアブハジアはザカフカース共和国の一部であり、また、ソビエト連邦の一部でもあった。1931年に廃止され、グルジア共和国内のアブハズ自治ソビエト社会主義共和国となった。

## 歴史
アブハジアはもともとロシア帝国の一部であったが、ロシア革命以降の混乱の中でグルジア民主共和国の県となっており、1921年の2月から3月にかけて赤軍の侵攻によってソビエトの影響下に入った。1921年3月4日、赤軍は地方革命ゲリラを集めてアブハジアの首都スフミを獲得し、地方ソビエト本部としてアブハズ革命委員会を設立した。1921年3月31日、グリゴリー・オルジョニキーゼ、シャルヴァ・エリアヴァ(Shalva Eliava)、エフレム・エシュバ(Efrem Eshba)、ネストル・ラコバの出席の元、特別議会が開かれ、アブハジアSSRの設立が宣言された。しかしグルジア、ロシア両国とアブハジアの関係といった問題は未解決で残されていた。1921年5月21日、グルジア革命委員会は独立したアブハジアSSRの形成を受け入れ、双方の共和国の第一労働者議会で決定し、関係を構築することを提言した。

## 地位
最終的に1921年12月16日、アブハジアはグルジアSSRに自治権の一部を委任する同盟の特別条約にサインした。条約はアブハジアの「契約上の共和国」としての地位を決定し、両国間に金融、政治、軍の連合が設立された。これらの範囲の一部でアブハジアSSRはグルジアSSRに従属することになった。グルジアSSRとアブハジアSSRは1922年5月12日にともにザカフカース社会主義連邦ソビエト共和国に加わり、1922年12月30日にはソビエト連邦に加わった。
アブハジアの「契約上の共和国」としての曖昧な状態はアブハジア共和国の1925年4月1日の憲法に記述され、「アブハジアSSRはグルジアSSRとの合同特別条約に基づいて連合している」としており、さらに憲法によってザカフカース連邦とソビエト連邦の一部であった。しかしながら、アブハジア憲法成立以前の1924年のソビエト連邦憲法はアブハジアの立場を自治共和国として言及している。
1931年2月19日、ヨシフ・スターリンの命令によってアブハジアは共和国としての地位から降格し、名実ともにグルジアSSR内の自治共和国になった。これはネストル・ラコバの下のアブハジア共産党が集団農場化への反発の鎮圧に失敗したことへの処罰というのが通説になっている。

## 註
1. ↑  Cornell, Svante E. (2001). Small Nations and Great Powers: A Study of Ethnopolitical Conflict in the Caucasus. Routledge. pp. 149. ISBN 0700711627
2. ↑  1925 Constitution of SSR Abkhazia
3. ↑   Union treaty with Georgian SSR according to two constitutions. 1925 Constitution of SSR Abkhazia: "The SSR Abkhazia, having united on the basis of a special union treaty with the SSR Georgia, enters through it the Transcaucasian Soviet Federative Socialist Republic and as part of the latter the Union of Soviet Socialist Republics"; 1922 Constitution of the Socialist Soviet Republic of Georgia: "The Socialist Soviet Republic of Georgia includes on the basis of voluntary self-determination ... the Socialist Soviet Republic of Abkhazia, which is united with the Socialist Soviet Republic of Georgia on the basis of a special union treaty between these republics".
4. ↑  Declaration of the Revolutionary Committee of the Soviet Socialist Republic of Georgia on Independence of the Soviet Socialist Republic of Abkhazia. May 21, 1921. Regionalism Research Center, February 4, 2008.
5. ↑  Bell, Imogen (2002), Eastern Europe, Russia and Central Asia, p. 176. Taylor & Francis, ISBN 1857431375.
6. ↑  Jones, Stephen F. (Oct., 1988), The Establishment of Soviet Power in Transcaucasia: The Case of Georgia 1921-1928. Soviet Studies, Vol. 40, No. 4, pp. 616-639.
7. ↑  Constitution of the Soviet Socialist Republic of Abkhazia. April 1, 1925. Regionalism Research Center, February 4, 2008.
8. ↑  （ロシア語） Конституция СССР (1924) первоначальная редакция. Wikisource (English translation). Retrieved on February 4, 2008.
9. ↑  Lang, David Marshall (1962), A Modern History of Georgia, p. 256. London: Weidenfeld and Nicolson.